# Chatsworth (West-Kaap)
Chatsworth is een dorp in de Zuid-Afrikaanse provincie West-Kaap. Chatsworth behoort tot de gemeente Swartland dat onderdeel van het district Weskus is.